# Harpellomyces montanus
Harpellomyces montanus är en svampart som beskrevs av M.M. White, Siri & Lichtw. 2006. Harpellomyces montanus ingår i släktet Harpellomyces och familjen Harpellaceae.   Inga underarter finns listade i Catalogue of Life.